# Clonia caudata
Clonia caudata är en insektsart som beskrevs av Boris Petrovich Uvarov 1942. Clonia caudata ingår i släktet Clonia och familjen vårtbitare. Inga underarter finns listade i Catalogue of Life.